# Wilfried Martens
Pour les articles homonymes, voir Martens et Wilfried.
 (octobre 2013).
Si vous disposez d'ouvrages ou d'articles de référence ou si vous connaissez des sites web de qualité traitant du thème abordé ici, merci de compléter l'article en donnant les références utiles à sa vérifiabilité et en les liant à la section « Notes et références ».
Wilfried Martens (), né le 19 avril 1936 à Sleidinge et mort le 9 octobre 2013 à Lokeren, est un homme d'État belge flamand de tendance démocrate chrétienne, membre du Christen-Democratisch en Vlaams (CD&V) (ex-CVP, chrétiens démocrates flamands), ancien Premier ministre belge.

## Biographie
Wilfried Achiel Emma Martens est docteur en droit, licencié en notariat et bachelier en philosophie thomiste.

### Jeunesse
Il est président de deux mouvements flamands durant ses études à Louvain : l'Association des étudiants flamands (VVS) et l'Association des étudiants catholiques flamands (KVHV). Il s'était déjà fait connaître auparavant pour son intransigeance linguistique : en compagnie du « Jeugdkomitee », qu'il a fondé, il aurait investi le pavillon français lors de l'exposition universelle de 1958. L'intéressé a toutefois toujours démenti avoir participé à cette action expliquant qu'à l'époque il était en train de préparer ses examens à Louvain. Peu après, il devient membre dirigeant et responsable de l'information du Vlaamse Volksbeweging (VVB), mouvement qui organise les deux marches flamandes sur Bruxelles, lors des mois d'octobre 1961 et 1962. Il peut être considéré dans ses premières années comme un véritable flamingant. Vient ensuite la période des cabinets avec des passages successifs au sein des équipes de Pierre Harmel (1965) et Paul Vanden Boeynants (1966), tous deux Premiers ministres. Entre-temps, Wilfried Martens s'est inscrit au barreau de Gand en tant qu'avocat et au CVP en 1963. Cinq ans plus tard, il devient, pour quatre ans, président des CVP-Jongeren, composé à l'époque du fameux wonder bureau, dont font, entre autres, partie Jean-Luc Dehaene et Miet Smet.

### Président de Parti
Le 4 mars 1972, après un voyage d'étude au département d'État américain, Wilfried Martens accède, à trente-cinq ans, à la présidence du CVP, poste qu'il conserve jusqu'en 1979. Représentant de l'aile « régionaliste » du CVP, il invite le Premier ministre Gaston Eyskens, également CVP, à aller de l'avant en la matière. Ce dernier, mis en minorité dans son groupe au Parlement, se retire alors de la vie politique nationale. En 1974, Martens entre à la Chambre des représentants, et joue ensuite un rôle important en tant que président du CVP dans les négociations sur le pacte d'Egmont-Stuyvenberg.

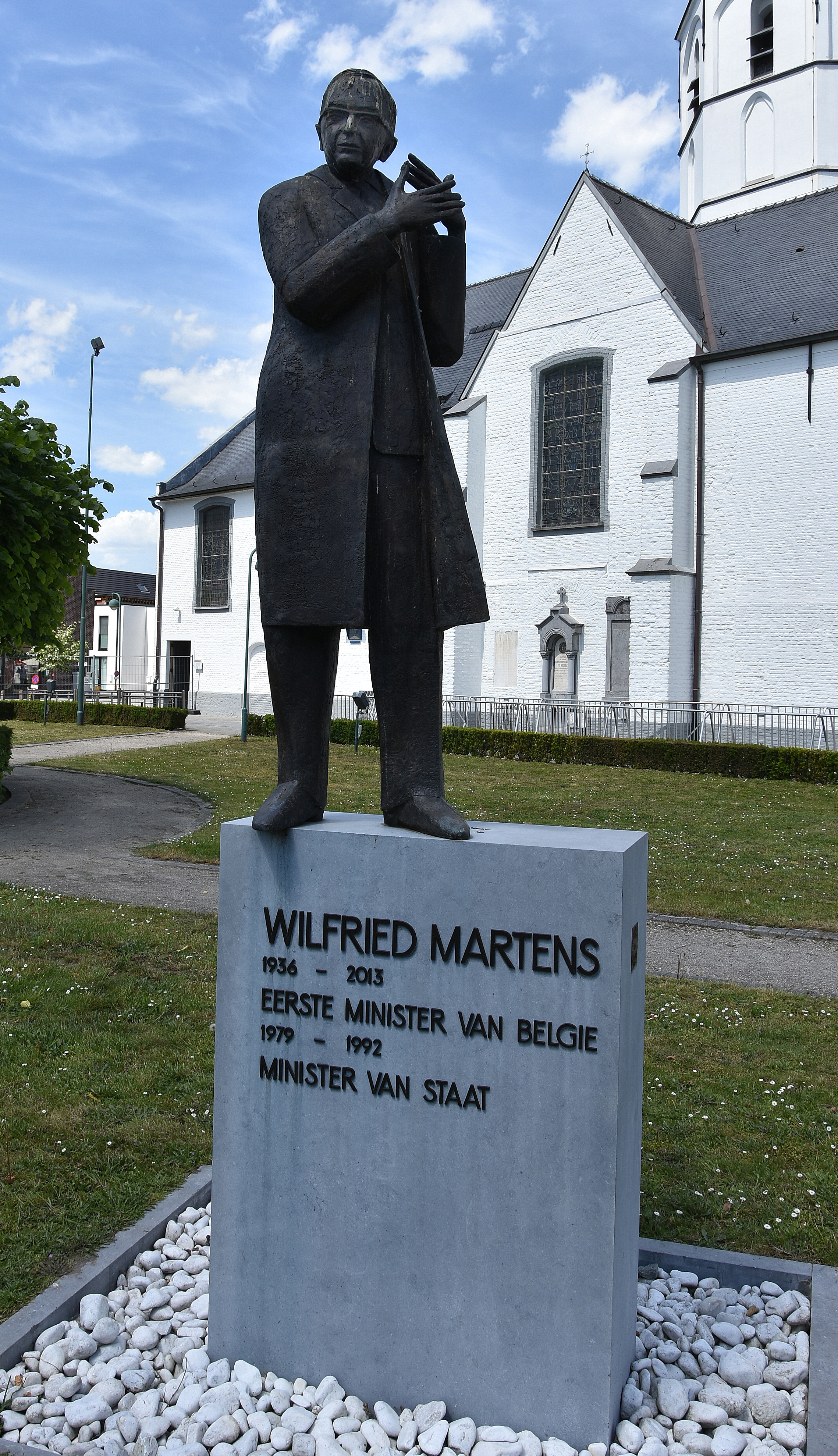
Statue à Sleidinge.

### Premier ministre
Wilfried Martens devient Premier ministre alors qu'il n'a jamais assumé de charge ministérielle auparavant, ce qui, jusque-là, avait été un fait rare dans la vie politique belge. Il occupera ce poste entre 1979 et 1992, sauf pendant une période de huit mois en 1981, lorsque le poste est occupé par Mark Eyskens.
Les années 1980 connaissent une certaine instabilité en Belgique, dix gouvernements se succèdent sur la décennie. Neuf seront présidés par Wilfried Martens en alternant partenaires socialistes et libéraux. Il mène au début des années 1980 une politique libérale, à la tête d'une coalition de sociaux-chrétiens et de libéraux. En 1981, Wilfried Martens, à la tête de son cinquième gouvernement, est confronté à une situation économique compliquée : un taux de chômage fleuretant avec les 10%, une balance des paiements largement dans le rouge et un déficit budgétaire approchant les 15%. A cette époque, il pilote discrètement le groupe de Poupehan, désignant quatre responsables financiers, syndicaux et politiques "conscients de l’état catastrophique de l’économie belge", qui se mirent d'accord au cours du week-end du 22 février 1982 pour dévaluer le franc belge de 8,5 % par rapport au deutsche mark, "en dehors de tout cadre institutionnel" et surtout "contre l’avis du gouverneur de la Banque nationale de Belgique. Tous les quatre ont "testé les mesures socio-économiques d'accompagnement" en prévision d'un "un véritable choc" économique et politique. Pour éviter  de renchérir l’inflation des importations libellées dans une devise étrangère, ils décident de contrôler les prix via des mesures annexes, comme un blocage des prix et des salaires, et ainsi "empêcher une poussée d’inflation" alors qu'elle est déjà proche de 10%. Ces réunions secrètes sont tenues entre Jef Houthuys, président de la Confédération belge des syndicats chrétiens (CSC), Wilfried Martens, son chef de cabinet adjoint Fons Verplaetse, et le banquier Hubert Detremmerie,, dans la résidence secondaire de Fons Verplaetse, au village de Poupehan et ce dernier utilise secrètement des données de l'ordinateur de la Banque nationale de Belgique pour effectuer les simulations macroéconomiques. Le gouvernement décide alors un blocage des prix pour éviter un dérapage de l'inflation et la suspension partielle de l'indexation des salaires...
Il obtient également une certaine pacification dans le dossier linguistique en concrétisant l'existence de la Région wallonne et de la Région flamande en 1980 et en laissant le problème de la création de la Région de Bruxelles-Capitale au frigo. En 1986, il inaugure sa statue de cire à l'historium de Bruxelles.

### Carrière européenne
Entre novembre 1975 et janvier 1976, il est rapporteur du groupe de travail "Parti européen" de l'UEDC. Ce groupe de travail soumet en avril 1976 au Comité de l'UEDC un projet de statuts du "Parti populaire européen, fédération des partis chrétiens démocrates de la Communauté européenne" qui est formellement créé le 8 juillet 1976 à Luxembourg.
En 1998, il se voit décerner le prix européen Charles-Quint.
Du 10 mai 1990 au 8 octobre 2013, il est le président du Parti populaire européen, parti dont il est un des fondateurs. Le roi Baudouin Ier lui accorde en 1992 le titre honorifique de ministre d'État.
Lors de la crise politique de 2007, Wilfried Martens fait partie des ministres d'État consultés officiellement en août par le roi Albert II pour sortir de l'impasse. Le 22 décembre 2008, le roi Albert II le nomme « explorateur » après avoir accepté la démission du gouvernement Leterme.
Au lendemain de la désignation d'Herman Van Rompuy au poste de président du Conseil européen, il est chargé par le roi d'une mission d'intermédiaire afin qu'il accompagne une transition rapide et efficace vers un nouveau Premier ministre belge.
À la suite d'un cancer du pancréas, Wilfried Martens meurt le 9 octobre 2013 à 77 ans, en se faisant euthanasier,.

## Publications
- Parole donnée – Autoportrait, Didier Hatier, Bruxelles, 1985  (ISBN 2-87088-552-0).
- Mémoires pour mon pays, Éditions Racine, Bruxelles, 2006  (ISBN 978-2-87386-454-5).